# Stanisław z Sobniowa
Stanisław Sobniowski lub Stanisław z Sobniowa herbu Strzemię (zm. w listopadzie 1454) – dyplomata, prepozyt trydencki, kanonik krakowski, płocki, poseł soboru bazylejskiego, w 1446 rektor Akademii Krakowskiej, posiadał uprawnienia notarialne.

## Życiorys
W 1403 zapisał się na Akademię Krakowską, w 1411 uzyskał stopień magistra sztuk wyzwolonych. Od 1416 wykładał na Wydziale Sztuk Akademii Krakowskiej oraz otrzymał wikariat w katedrze krakowskiej. W semestrze zimowym 1419-1420 piastował urząd dziekana Wydziału Sztuk Wyzwolonych. W 1423 wyruszył do Trydentu u boku księcia mazowieckiego Aleksandra w związku z objęciem przez niego tamtejszego biskupstwa. Jeszcze w Polsce Aleksander powierzył mu urząd kanclerza księstwa Trydentu; z tym tytułem po raz pierwszy wystąpił Stanisław na dokumencie z 15 czerwca 1424 (urząd kanclerza piastował do września 1440). 16 listopada 1425 biskup Aleksander utworzył dla niego prepozyturę trydencką, papież Marcin V wydał stosowną bullę 12 września 1426. W 1425 został w Krakowie kanonikiem kolegiaty św. Floriana a w 1426 dostał kanonię w katedrze płockiej. W grudniu 1433 pojawił się na soborze w Bazylei. 20 czerwca 1435 rozpoczął starania o krakowską kanonię katedralną, komplikacje na soborze oraz procesy spowodowały, że o kanonię krakowską spory ciągnęły się do 1447. We wrześniu 1440 zapadła w Bazylei decyzja o wysłaniu do Polski poselstwa w sprawie złożenia przez Kościół polski obediencji soborowi. Stanisław Sobniowski znalazł się w jego składzie jesienią 1441 przedłużono mu upoważnienie  prolongujące jego funkcję posła soborowego do Polski. Przebywał głównie w Krakowie. Brał udział w posiedzeniach kapituły katedralnej krakowskiej, jak również w posiedzeniach kapituły kolegiaty św. Floriana, powrócił do pracy na Akademii Krakowskiej gdzie w semestrze letnim 1446 pełnił funkcję rektora. Sporadycznie bywał w Płocku, uczestnicząc tu w kapitułach generalnych ostatecznie zrezygnował z godności kanonika płockiego w 1448. 17 grudnia 1447 został mianowany protonotariuszem apostolskim. W ostatnich latach życia  prowadził przewlekłe procesy w konsystorzu krakowskim o należące do niego dziesięciny we wsiach województwa krakowskiego. Zmarł zapewne w Krakowie między 15 a 20 listopada 1454, kiedy to egzekutorzy jego testamentu podjęli działania w sprawie pozostawionego przez niego majątku.